# Alfonso Pérez-Viñeta y Lucio
Alfonso Pérez-Viñeta y Lucio (1905-1978) va ser un militar i polític espanyol d'extrema dreta, tinent general de l'Exèrcit de Terra, capità general de la IV Regió Militar durant la dictadura franquista, adscrit al sector militar de l'anomenat búnker durant les últimes raneres del règim.

## Biografia
Nascut a Mèrida el 28 de febrer de 1905 Graduat com alferes en l'Acadèmia d'Infanteria de Toledo el 1924, va estar present en el desembarcament d'Alhucemas de 1925. Conspirador contra la Segona República, va començar a preparar al costat de Joaquín González Martín i Francisco Visedo Moreno la revolta militar a la ciutat de Càceres al maig de 1936, en línia directa amb militars colpistes de Valladolid, cap de la VII divisió orgànica. Després del cop d'estat, va combatre durant la guerra civil en el bàndol revoltat, al comandament d'un tabor de regulars, prenent part en les batalles de Brunete, Belchite, Terol i de l'Ebre.
Designat a l'abril de 1944 com a conseller nacional de FET y de las JONS, es va incorporar en aquesta qualitat a les Corts franquistes aquest mateix mes, exercint el càrrec de procurador en un primer període fins a 1958.
Ascendit a tinent general el 1967, va ser capità general de la IV Regió Militar (Catalunya) des de 1967 fins a 1971. Va passar a la reserva el 1975. Procurador de nou en les Corts franquistes entre 1971 i 1977, va ser una de les altes en el XII i últim Consell Nacional del Movimiento. Va ser un dels integrants del Frente Nacional de Alianza Libre (FNAL), al costat d'altres figures com Manuel Hedilla, Blas Piñar o Tomás García Rebull.
Decidit partidari segons Josep Clara d'una «concepció antidemocràtica de l'organització social», i adscrit al grup de militars involucionistes de l'Exèrcit de Terra d'Espanya durant el tardofranquisme, va ser un dels militars que, durant aquest període, va manifestar la seva simpatia o va oferir suport puntual a CEDADE. Es va trobar en el grup de 59 procuradors que va votar en contra de la llei de Reforma Política d'Adolfo Suárez.
Va morir el 4 d'abril de 1978 a Càceres, on havia estat traslladat des de la seva finca de «El Barco», emplaçada en el terme municipal de Piedras Albas, en agreujar-se el seu estat de salut.

## Distincions
- Gran Creu de l'Orde de Cisneros (1947)[17]
- Gran Creu de la Real y Militar Orden de San Hermenegildo (1961)[18]
- Gran Creu de l'Orde Imperial del Jou i les Fletxes (1968)[19]
- Gran Creu del Mèrit Naval, amb distintiu blanc (1969)[20]
- Gran Creu de l'Orde del Mèrit Militar, amb distintiu blanc (1969)[21]
- Fill Adoptiu de Berga (1969)[22]
- Medalla d'Or de Berga (1969)[22]
- Medalla d'Or al Mèrit Esportiu (1971)[23]
- Medalla d'Or de la Província de Girona (1971;[24] revocada en 2016)[25]
- Medalla d'Or de la Provincia de Lleida (1971)[26]
- Medalla d'Or de Barcelona (1971)[27]
- Medalla d'Or de la Província de Barcelona (1971)[27]